# Zuidwest (Veenendaal)
Zuidwest is een wijk in de gemeente Veenendaal in de Nederlandse provincie Utrecht. In de wijk wonen ruim 7.100 mensen.

## Geschiedenis
Zuidwest is een wijk in Veenendaal. De wijk bestaat uit de oudere buurt Franse Gat, een villawijk en een gecombineerde buurt.

## Buurten
De wijk bestaat uit de buurten: 
- 't Goeie Spoor en omgeving
- Franse Gat
- Salamander
- Nieuw Salamander

## Voorzieningen
In de wijk ligt een groot buurtwinkelcentrum Bruïneplein.

## Openbaar vervoer
Vanaf Elst rijdt buslijn 50 via de Kerkewijk langs Zuidwest richting station Veenendaal Centrum en station Veenendaal-De Klomp.
Wijken: Centrum · Noordoost · Zuidoost · Zuidwest · Noordwest · West

Buurten: Koopcentrum · Vijgendam en omgeving · Schrijverswijk · Beatrixstraat en omgeving · Dragonder-Noord · Dragonder-Oost · Dragonder-Zuid · Spitsbergen · Veenendaal-Oost · Engelenburg · Boslaan en omgeving · Petenbos-West · Petenbos-Oost · De Groene Velden · 't Goeie Spoor en omgeving · Franse Gat · Salamander · Molenbrug · 't Hoorntje · De Pol · De Gelderse Blom · Oudeveen en De Schans en omgeving · Componistenbuurt · Vogelbuurt · Schepenbuurt · Dichtersbuurt
Industriegebieden: Het Ambacht · Nijverkamp · De Faktorij en De Vendel · De Compagnie · De Compagnie-Oost · De Batterijen
Buitengebieden: Fort Buurtsteeg · Bezuiden de Dijkstraat · De Blauwe Hel · Bezuiden de Middelbuurtseweg
Utrecht · Plaatsen in de provincie      Nederland · Provincies · Gemeenten